# Hans Peter Børresen
Hans Peter Børresen (født 29. november 1825 i København, død 23. september 1901 i Ebenezer, Indien) var sammen med den norske straffefange Lars Olsen Skrefsrud stifter af Dansk Santalmission, som i dag er en del af Danmission. Han var gift med missionær Caroline Børresen.